# Amy Baserga
Amy Baserga est une biathlète suisse, née le 20 septembre 2000.

## Biographie
Licenciée au club d'Einsiedeln, elle fait ses débuts avec l'équipe nationale aux Championnats du monde jeune en 2017 à Osrblie, où elle obtient deux 23e places et une 24e place. Dès 2018, Baserga devient médaillée sur la scène internationale, remportant la médaille de bronze de la poursuite aux Championnats du monde jeune et la médaille d'argent de l'individuel aux Championnats d'Europe junior. Un an plus tard, elle s'empare du titre du championne du monde des jeunes à Osrblie sur la poursuite, après une deuxième place sur le sprint.
En 2019-2020, la Suissesse passe à la catégorie junior et rencontre immédiatement  le succès dans l'IBU Cup junior sur le sprint de Pokljuka, puis la poursuite de Martell-Val Martello, avant de remporter la médaille de bronze de l'individuel aux Championnats du monde junior disputés en Suisse à Lenzerheide. Également utilisée sur l'étape de l'IBU Cup sénior à Martell, elle atterrit sur le podium avec sa troisième place au super sprint. Encore gagnante à Arber, elle s'assure la première place au classement général de l'IBU Cup junior. En août 2020, son petit ami Lucas, aussi biathlète est tué dans un accident de moto, ce qui lui entraîne une difficulté à préparer la saison suivante.
En 2021, après sa participation aux Championnats d'Europe, elle devient championne du monde junior du sprint devant Rebecca Passler, grâce à un sans faute au tir, puis de la poursuite à Obertilliach. Elle est ainsi la première suisse à détenir ce titre. Pour finir la saison, elle fait partie de la sélection suisse pour l'étape de Coupe du monde à Östersund (83e).
Elle est intégrée au groupe suisse pour la Coupe du monde dès l'ouverture de la saison 2021-2022, profitant de l'occasion pour marquer ses premiers points avec une 34e place au sprint d'Östersund. Plus tard dans l'hiver, elle prend la 28e place de l'individuel à Antholz-Anterselva. Sélectionnée pour les Jeux olympiques de Pékin, elle est choisie en tant que lanceuse du relais mixte suisse.

## Palmarès

### Jeux olympiques
| Édition / Épreuve | Individuel | Sprint | Poursuite | Mass start | Relais  | Relais mixte |
| ----------------- | ---------- | ------ | --------- | ---------- | ------- | ------------ |
| Pékin 2022        | 69e        | 54e    | 39e       | —          | Abandon | 8e           |

Légende :
- — : non disputée par Baserga

### Championnats du monde
| Édition / Épreuve | Individuel | Sprint | Poursuite | Mass start | Relais | Relais mixte | Relais mixte simple |
| ----------------- | ---------- | ------ | --------- | ---------- | ------ | ------------ | ------------------- |
| Oberhof 2023      | 38e        | 39e    | 26e       | —          | 8e     | —            | —                   |
| Nove Mesto 2024   | 51e        | 54e    | 50e       | —          | 9e     | 4e           | —                   |
| Lenzerheide 2025  | 19e        | 61e    | —         | —          | 14e    | 6e           | 4e                  |

Légende : 
- — : non disputée par Baserga

### Coupe du monde
- Meilleur classement général : 16e en 2025.
- 3 podiums :
  - 1 podium individuel : 1 troisième place.
  - 2 podiums en relais simple mixte : 1 deuxième place et 1 troisième place.

 Dernière mise à jour le 23 mars 2025

#### Classements en Coupe du monde
| Saison    | Individuel | Individuel | Sprint | Sprint | Poursuite | Poursuite | Mass start | Mass start | Général | Général    |
| Saison    | Points     | Class.     | Points | Class. | Points    | Class.    | Points     | Class.     | Points  | Classement |
| --------- | ---------- | ---------- | ------ | ------ | --------- | --------- | ---------- | ---------- | ------- | ---------- |
| 2020-2021 |            |            | -      | nc     |           |           |            |            | -       | nc         |
| 2021-2022 | 13         | 47e        | 14     | 75e    | 6         | 75e       |            |            | 33      | 71e        |
| 2022-2023 | '          | 18e        | '      | 41e    | '         | 30e       |            |            | 157     | 35e        |
| 2023-2024 | 52         | 17e        | '      | 33e    | '         | 33e       | '          | 19e        | 264     | 25e        |
| 2024-2025 | '          | 8e         | '      | 19e    | '         | 17e       | '          | 24e        | 415     | 16e        |

- nc : non classée

### Championnats d'Europe
- Médaille d'argent du relais simple mixte en 2023.

### Championnats du monde junior
- Médaille d'or du sprint en 2021 à Obertilliach.
- Médaille d'or de la poursuite en 2021.
- Médaille de bronze de l'individuel en 2020 à Lenzerheide.

### Championnats du monde jeunesse
- Médaille d'or de la poursuite en 2019 à Osrblie.
- Médaille d'argent du sprint en 2019.
- Médaille de bronze de la poursuite en 2018 à Otepää.

### Championnats d'Europe junior
- Médaille d'argent de l'individuel en 2018 à Pokljuka.
- Médaille d'argent du relais simple mixte en 2019 à Sjusjøen.

### IBU Cup
- 1 podium.